# メアリー・モーサ
- メアリー・マウサー
- メアリー・マウザー

メアリー・モーサ（Mary Mouser, 1996年5月9日 - ）は、アメリカ合衆国出身の女優。メアリー・マウサー、メアリー・マウザーとも表記される。身長155cm。

## 出演作品

### 映画
- フレネミーズ（エマ、サヴァンナ）※テレビ映画
- アレクサンダーの、ヒドクて、ヒサンで、サイテー、サイアクな日

### テレビ
- CSI:科学捜査班（キャシー・マクブライド）
- NCIS 〜ネイビー犯罪捜査班（ケリー・ギブス）
- Life 真実へのパズル
- ライ・トゥ・ミー 嘘の瞬間
- ゴースト 〜天国からのささやき
- ボディ・オブ・プルーフ 死体の証言（レイシー・フレミング）
- 私はラブ・リーガル
- フォスター家の事情
- スキャンダル 託された秘密
- クリミナル・マインド FBI行動分析課（レベッカ・ファーランド）
- CSI:サイバー（シェルビー）
- フリーキッシュ 絶望都市（メアリー・ジョーンズ）
- SCORPION/スコーピオン（エイダ・ピアーズ）
- コブラ会（サマンサ・ラルーソ）